# Christopher Dominique
Christopher Michael Caird Dominique, född 22 oktober 1979 i Växjö, är en svensk kompositör, arrangör, producent och pianist, utbildad vid jazzlinjen på Skurups folkhögskola 1999–2001.
Dominique har till största delen varit verksam som pianist och ackompanjatör åt olika artister och band som Billy Paul, Ola Salo, Lill-Babs, Robert Jelinek, Pauline Kamusewu, Timbuktu, The Ark, Rebecka Törnqvist, Titiyo, Lili och Susie, Carola, Helena Josefsson, Tingsek, Jojje Wadenius, Claes Janson, Dolly Dolores, Jakob Hellman, Damn! med flera.
Tillsammans med Doreen Månsson har  skrivit sånger till barnprogrammet Dilemman med Doreen som visas i SVT Barnkanalen. Skivan från säsong 1 och 2 blev nominerad till en Grammis 2012.
Christopher Dominique arbetar sedan 2009 som producent, arrangör och låtskrivare på Tambourine Studios i Malmö och gav mellan 2007 och 2015 lunchkonsert varje fredag på Malmö Operas restaurang Malmö Opera Grill.
Dominique är kusinbarn till pianisten och kompositören Carl-Axel Dominique.

## Musik för film och TV
- 2005 Big Bullshit SVT
- 2007 Tjuv & Tjuv SVT Barnkanalen
- 2009 Dilemman med Doreen säsong 1 SVT Barnkanalen
- 2010 Dilemman med Doreen säsong 2 SVT Barnkanalen
- 2011 Diagnosis Superstar, Weeble Films
- 2011 Rampljuset SVT Barnkanalen
- 2012 Dilemman med Doreen säsong 3 SVT Barnkanalen
- 2015 Visor med Doreen SVT Barnkanalen

## Diskografi
- 2000 The Ark - We Are The Ark Roll:Rhodes, Patchouli, kör, angelheads
- 2006 The Guild - Oh My Guild! Roll: Stråkarrangemang,  Don't Talk , Boeves Psalm
- 2007 The Ark - Prayer for the Weekend Roll: Pianist, Uriel
- 2008 The Guild - The Golden Thumb Roll: Pianist, Going to Louisiana, Lost Weekend, I Won't go
- 2008 Sunesdotter - Sunesdotter Roll: Pianist, kompositör, producent
- 2008 Antilulu - lost on the road to Antilulu EP, Roll: Pianist, producent
- 2010 Dolly Dolores - Pack Your Bags, Singel. Roll: Pianist, producent, kompositör
- 2010 En röst för de glömda barnen - Ta min hand, Pianist, producent, kompositör av sång till stöd för SOS barnbyar
- 2011 Doreen Månsson - Dilemman med Doreen, Album. Roll: Producent, pianist, kompositör
- 2011 Best of Billie the Vision and Friends Roll: Pianist med Peter Jöback
- 2012 Dolly Dolores- The Load, Singel. Roll: Pianist, producent, kompositör
- 2012 Doreen Månsson - Dilemman med Doreen 2, Album. Roll: Producent, pianist, kompositör
- 2014 Dolly Dolores- Dansa!, Singel. Roll: Pianist, producent, kompositör
- 2014 Dolly Dolores- På måndag börjar jag igen, Singel. Roll: Pianist, producent, kompositör

## Teater
- 2003 Kontakt, Växjö Teater, Kompositör, Pianist & Kapellmästare
- 2005 Gruffet i Grebbestad, Scen på Bönn, Hamburgsund, Dragspelare
- 2006 Måsen, Ystads Teater, Pianist & Kapellmästare
- 2007 Fröken April, Ystads Teater, Pianist & Kapellmästare
- 2012 Min vän Fascisten, Malmö Stadsteater, Pianist
- 2013 Bara en Berglärka, Öresundsteatern, Landskrona Citadell Pianist & Kapellmästare
- 2014 #bobhundopera, Malmö Opera, Arrangör, Pianist & Kapellmästare[1]
- 2015 American Idiot, Malmö Opera, Musikaliskt ansvarig kapellmästare & Dirigent.
- 2015 - 2016 En ny revy, Malmö Stadsteater, Kompositör, Kapellmästare [2]